# Mary-Kate in Ashley Olsen
Mary-Kate Olsen in Ashley Fuller Olsen (včasih imenovani tudi dvojčici Olsen), ameriški filmski in televizijski igralki, *13. junij 1986, Sherman Oaks, Los Angeles, Kalifornija, Združene države Amerike.
Na televiziji in v filmih sta začeli igrati še kot dojenčka. Od takrat še naprej nadaljujeta s snemanjem filmov, pojavljanjem na televiziji in dajanjem intervjujev, posneli pa sta tudi več televizijskih oglasov. Čeprav sta si po videzu zelo podobni, sta pravzaprav dvojajčni dvojčici.

## Življenjepis

### Zgodnji življenji in začetek kariere
Mary-Kate in Ashley Olsen sta se rodili Sherman Oaksu, Los Angeles, Kalifornija, Združene države Amerike, mami Jarnette »Jarnie« Fuller (roj. 1954) in očetu Davidu Olsenu (roj. 1953). Mary-Kate in Ashley Olsen imata starejšega brata Trenta (roj. 1984) in mlajšo sestro Elizabeth (roj. 1989), pa tudi polbrata Taylorja (roj. 1996) in Jakea (roj. 1997). Starša dvojčic sta se ločila leta 1995; Jake in Taylor sta očetova otroka iz njegovega zakona z Martho Mackenzie-Olsen.
Leta 1987 sta začeli s svojo igralsko kariero, saj sta pričeli snemati televizijsko serijo Polna hiša. Za igranje v seriji so ju najeli pri šestih mesecih, snemanje pa se je pričelo, ko sta bili stari devet mesecev. Serija je bila skozi pozna osemdeseta in zgodnja devetdeseta zelo popularna. Obe sestri sta igrali isti lik, Michelle Tanner in se med snemanjem zamenjavali, in sicer zaradi strogih zakonov v zvezi z delom otrok kot otroškimi igralci. Prvo leto je Ashley vsakič, ko so jo pripeljali pred kamere, jokala, zaradi česar je v prvi sezoni Michelle večkrat zaigrala Mary-Kate.
Ker producenti niso želeli, da bi gledalci vedeli, da Michelle igrata dvojčici, so kot igralca, ki igra ta lik, navedli »Mary Kate Ashley Olsen«, vendar so ju v zadnji sezoni in večjem delu prve sezone obravnavali kot ločena človeka. V času snemanja osme sezone serije Polna hiša sta izdali tudi več televizijskih filmov, kot je na primer To Grandmother's House We Go (1992).

### Kariera
Malo po koncu serije Polna hiša sta Mary-Kate in Ashley Olsen začeli svojo podobo izkoriščati za prodajo. Leta 1993 sta ustanovili svoje podjetje, Dualstar, njun brand pa je obsegal več kot 3.000 trgovin po Združenih državah Amerike in 5.300 trgovin po svetu. Zaradi tega sta se na seznam »100 slavnih« revije Forbes uvrščali od leta 2002 dalje, leta 2007 pa ju je Forbes imenoval za enajsti najbogatejši ženski v tem poslu, saj naj bi bilo njuno premoženje vredno okoli 100 milijonov $.
Mary-Kate in Ashley Olsen sta bili na prednajstniškem trgu v poznih devetdesetih in zgodnjih 2000. letih zelo popularni. Njuni imeni sta se večkrat pojavljali v tržni industriji, saj so izdajali obleke, knjige, dišave, revije, filme in posterje z njunima podobama in imenoma. Med letoma 2000 in 2005 je podjetje Mattel celo prodajalo punčke z imenom in podobo Mary-Kate in Ashley Olsen.
Zaigrali sta v videoserijah The Adventures of Mary-Kate & Ashley in Zabave dvojčic Olsen, ABC-jevi seriji Dvojčici in seriji Tako malo časa kanala ABC Family. Kakorkoli že, seriji Tako malo časa so kritiki dodelili negativne ocene, oboževalci pa so bili nad njo razočarani. Kljub temu sta pristali na tretjem mestu lestvice »100 največjih otroških igralcev« televizijskega programa VH1. Pojavili sta se tudi v veliko televizijskih filmih, ki opisujejo potovanje dvojčic v Evropo; Počitnice v Parizu (1999), Dvojčici v Londonu (2001) in V Rimu (2002).
Maja 2004 sta sodelovali pri kampanji Got Milk? in skupaj gostili oddajo Saturday Night Live (zaradi česar sta zamudili svoj maturantski ples). Junija tistega leta je kampanjo Got Milk? prekinilo razkritje, da se Mary-Kate Olsen zdravi zaradi motnje hranjenja. Njun oglas so prenehali predvajati na televiziji.
Njun zadnji skupni film je romantična komedija Newyorška minuta (2004), v katerem je poleg njiju zaigral tudi Eugene Levy. S filmom naj bi si ustvarili bolj odraslo podobo, vendar je bil slednji finančno neuspešen.
Mary-Kate Olsen je brez Ashley prvič zaigrala v filmu Dekle iz tovarne, ki je izšel decembra 2006. V originalu je zaigrala v več prizorih filma, vendar so večino izbrisali in nazadnje se je pojavila samo v ozadju na koncu. Imela je tudi stransko vlogo v tretji sezoni Showtime-ove televizijske serije Gandža, leta 2008 pa je zaigrala v neodvisnem filmu The Wackness, kjer je poleg nje zaigral tudi Ben Kingsley, s katerim se v enem izmed prizorov strastno poljubita.

### Moda
Ko sta dvojčici Olsen odrasli, sta pokazali večje zanimanje za modo in tudi mediji so se bolj zanimali za njun slog oblačenja. Revija New York Times je Mary-Kate Olsen proglasila za modno ikono, in sicer predvsem zaradi njenega videza »brezdomke«, ki je danes zelo popularen med drugimi slavnimi osebnostmi in njihovimi oboževalci. Stil, ki ga včasih imenujejo tudi »bohemsko-meščanski stil« je podoben stiloma Britank Kate Moss in Sienne Miller. Sestavljajo ga prevelika sončna očala, škornji, ohlapni puloverji in plapotajoča krila, vse z estetskim mešanjem konca zgornjih kosov in konca spodnjih kosov oblačil. Njuni izbiri stila oblačenja pa sta bili včasih tudi kritizirani. Ashley Olsen se je leta 2006 uvrstila na seznam »Najslabše oblečeni« organizacije PETA, in sicer zaradi nošenja krzna.
Mary-Kate in Ashley Olsen sta oblikovali lastno linijo oblačil, izdano preko Wal-Marta v severni Ameriki, ki je vključevala oblačila za deklice med četrtim in štirinajstim letom starosti, imenovano »Mary-Kate in Ashley: Prava moda za prava dekleta« (»Mary-Kate and Ashley: Real fashion for real girls«). Leta 2004 sta pritegnili veliko medijske pozornosti, saj sta dovolili, da ženske, ki so šivale obleke za njuno novo linijo oblačil v Bangladešu, v primeru nosečnosti odidejo na porodniški dopust. Vodja organizacije, Charles Kernaghan, naj bi povedal: »Dvojčici Olsen sta naredili pravo stvar. Zdaj je vprašanje pri podjetju Wal-Mart; bodo podpirali odločitev Mary-Kate in Ashley, ki je v skladu s pravicami žesnk, ali ju bodo tragično ovirali pri tej odločitvi.«
Leta 2006 so ju uporabili za obraz modne linije Badgley Mischka, saj sta želeli po sodelovanju z Wal-Martom povečati svojo kredibilnost v modni industriji. Ustanovili sta tudi lastno modno založbo, »The Row«, poimenovano po slavnem brandu Savile Row v Londonu. Par je začel tudi z novo modno linijo za založbo »The Row«, imenovano »Elizabeth & James«, po njuni sestri in bratu.
Mary-Kate in Ashley Olsen sta bili deležni veliko kritik s strani organizacije PETA, ki varuje pravice živali, predvsem zaradi drzne uporabe krzna pri svojih modnih linija.

### Zasebni življenji
Leta 2004 sta Mary-Kate in Ashley Olsen oznanili, da se bosta po končani srednji šoli skupaj pričeli šolati na univerzi v New Yorku. Leta 2005 se je Mary-Kate preselila nazaj v Kalifornijo. Odločila se je, da bo ostala na zahodni obali in se osredotočila na samostojno delo pri njunem podjetju, Dualstar. Čez nekaj mesecev je univerzo zapustila tudi Ashley.
Leta 2004 je Mary-Kate Olsen za nekaj mesecev odšla v Utah na zdravljenje zaradi anoreksije nervoze. Pojavile so se govorice, da je poleg tega tudi odvisna od drog, vendar je tiskovni predstavnik dvojčic Olsen dejal: »Mary-Kate ni odšla na zdravljenje zaradi drog. Tokrat.« Mary-Kate Olsen se je kmalu potem, ko je odšla na zdravljenje, zredila za dva do tri kilograme in v javnosti so se pojavile fotografije, ki so to potrjevale. Kakorkoli že, revija Star je v svoji januarski številki, izdani leta 2007, trdila, da ima igralka še vedno zelo nizko težo. Po njihovih podatkih naj bi tehtala nekaj čez šestintrideset kilogramov. Njen tiskovni predstavnik je te podatke zanikal in povedal: »Mary-Kate ni shujšala. Zelo dobro skrbi zase.«
Leta 2005 je Mary-Kate Olsen končala z ljubezenskim razmerjem z grškim ladjedelniškim dedičem Stavrosom Niarchosom III. Kasneje je razhod označila za enega izmed glavnih razlogov za odsotnost od šolanja na univerzi v New Yorku. »Pogrešam ga in ljubim ga,« je dejala. »To je zelo žalosten in boleč predmet.« Ko so jo vprašali, če je imela za prekinitev šolanja na univerzi v New Yorku kakšen specifičen razlog, je odvrnila: »Mislim, da lahko vsi ugibamo.« Razhod in njegovo razmerje s Paris Hilton, ki se je pričelo kmalu po le-tem, naj bi vodilo do prepira med Mary-Kate Olsen in Paris Hilton. »[Paris in jaz] sva lahko druga o drugi vedno povedali le lepe reči,« je povedala Mary-Kate Olsen. »Zdaj pa, kot ste lahko že uganili, druga z drugo ne govoriva več.«
Leta 2006 je Ashley Olsen vložila tožbo za 40 milijonov $ proti tabloidu National Enquirer, ki je na naslovnici ene izmed svojih številk objavil naslov: »Ashley Olsen ujeta v škandalu zaradi drog« (»Ashley Olsen Caught In Drug Scandal«). V samem članku so objavili fotografijo, na kateri so jo ujeli z napol zaprtimi očmi. V tožbi je navedla, da je bila fotografija jasno uporabljena za ustvarjanje napačnega videza o njeni odvisnosti od drog. Ashley je v celoti zanikala obtožbe in dejala, da nikoli ni preprodajala ali uporabljala prepovedanih drog. Od revije je zahtevala 20 milijonov $ za odškodnino zaradi obrekovanja in 20 milijonov $ za odškodnino zaradi vdora v zasebnost. Kot so navedli v tožbi, Ashley Olsen in njeni odvetniki verjamejo, da je »svoboda tiska dragocena pravica, a ni dovoljenje za tabloidsko opravljanje nedolžnih slavnih osebnosti in uničevanje njihovega ugleda ter posla zaradi majhnega dobička.«
Leta 2008 so Mary-Kate Olsen zopet začeli obkrožati mediji, in sicer zaradi suma vpletenosti v smrt Heatha Ledgerja. Potem, ko je maserka Diane Lee Wolozin ob 15.00. uri odšla do njegovega stanovanja, da bi mu predala neko sporočilo in našla Ledgerjevo golo truplo na njegovi postelji, je namreč dvakrat poklicala takrat enaindvajsetletno Mary-Kate Olsen, preden je poklicala še policijo in rešilce. Govorilo se je tudi, da je imela v času njegove smrti Mary-Kate Olsen z njim razmerje. Preko svojega tiskovnega predstavnika je kasneje izdala naslednjo izjavo: »Heath je bil prijatelj. Njegova smrt je tragična izguba. Moje misli so z njegovo družino.«

## Filmografija
Ta seznam vsebuje samo dela, ki sta jih dvojčici posneli skupaj. Glej Mary-Kate Olsen za ostale projekte, v katerih se je pojavila.
| Televizija   | Televizija                           | Televizija                        | Televizija                       | Televizija             |
| Leto/a       | Naslov                               | Mary-Kateina vloga                | Ashleyina vloga                  | Opombe                 |
| ------------ | ------------------------------------ | --------------------------------- | -------------------------------- | ---------------------- |
| 1987–1995    | Polna hiša                           | Michelle Tanner                   | Michelle Tanner                  | Ista vloga             |
| 1998–1999    | Dvojčici                             | Mary-Kate Burke                   | Ashley Burke                     |                        |
| 2001–2002    | Mary-Kate and Ashley in Action!      | Misty (glas)                      | Amber (glas)                     | animirana serija       |
| 2001–2002    | Tako malo časa                       | Riley Carlson                     | Chloe Carlson                    |                        |
| Video serije |                                      |                                   |                                  |                        |
| Leto         | Naslov                               | Mary-Katina vloga                 | Ashleyina vloga                  | Opombe                 |
| 1994–1997    | The Adventures of Mary-Kate & Ashley | Mary-Kate                         | Ashley                           |                        |
| 1995–2000    | Zabave dvojčic Olsen                 | Mary-Kate                         | Ashley                           |                        |
| Filmi        |                                      |                                   |                                  |                        |
| Leto         | Naslov                               | Mary-Katina vloga                 | Ashleyina vloga                  | Opombe                 |
| 1992         | To Grandmother's House We Go         | Sarah Thompson                    | Julie Thompson                   | televizijski film      |
| 1993         | Double, Double, Toil and Trouble     | Kelly Farmer & majhna teta Sophia | Lynn Farmer & majhna teta Agatha | televizijski film      |
| 1994         | How the West Was Fun                 | Jessica Martin                    | Susie Martin                     | televizijski film      |
| 1994         | The Little Rascals                   | Dekle #2                          | Dekle #1                         |                        |
| 1995         | It Takes Two                         | Amanda Lemmon                     | Alyssa Callaway                  |                        |
| 1998         | Billboard Dad                        | Tess Tyler                        | Emily Tyler                      |                        |
| 1999         | Switching Goals                      | Sam Stanton                       | Emma Stanton                     | televizijski film      |
| 1999         | Počitnice v Parizu                   | Melanie Porter                    | Allyson Porter                   |                        |
| 2000         | Our Lips Are Sealed                  | Maddie Parker                     | Abby Parker                      |                        |
| 2001         | Dvojčici v Londonu                   | Chloe Lawrence                    | Riley Lawrence                   |                        |
| 2001         | Počitnice na soncu                   | Madison Stewart                   | Alex Stewart                     |                        |
| 2002         | Getting There                        | Kylie Hunter                      | Taylor Hunter                    |                        |
| 2002         | V Rimu                               | Charli Hunter                     | Leila Hunter                     |                        |
| 2003         | Izziv                                | Shane Dalton                      | Elizabeth Dalton                 |                        |
| 2003         | Čarlijevi angelčki: S polno brzino   | Bodoči angel                      | Bodoči angel                     | Nenavedena cameo vloga |
| 2004         | Newyorška minuta                     | Roxy Ryan                         | Jane Ryan                        | Glavni vlogi           |